# Bronisław Dembiński
Bronisław Dembiński (14. srpna 1858 Mała Komorza – 23. listopadu 1939 Poznaň) byl rakouský vysokoškolský pedagog, historik a politik polské národnosti z Haliče, na počátku 20. století poslanec Říšské rady, v meziválečném období poslanec Sejmu a krátce i ministr polské vlády.

## Biografie
Studoval na gymnáziu v Chojnicích a pak do roku 1878 na gymnáziu sv. Marie Magdaleny v Poznani. Vystudoval historii na Berlínské univerzitě a na Vratislavské univerzitě, kde roku 1883 získal titul doktora filozofie. V roce 1884 složil zkoušky pro učitele středních škol. V roce 1886 se habilitoval v oboru obecných dějin na Jagellonské univerzitě. V letech 1878–1882 byl tajemníkem a v letech 1882–1883 předsedou literárně-akademického studentského spolku ve Vratislavi. V letech 1886–1892 působil jako docent na katedře obecných dějiny na Jagellonské univerzitě. Od roku 1892 byl mimořádným a od roku 1897 řádným profesorem na Lvovské univerzitě. Až do roku 1916 vedl zdejší katedru obecných dějin. V roce 1898/1899 byl děkanem filozofické fakulty a v letech 1907/1908 rektorem univerzity. Coby rektor zasedal jako virilista na Haličském zemském sněmu. V roce 1908/1909 byl prorektorem. Byl členem zkušební komise pro učitele reálných škol a gymnázií.
V době svého působení v parlamentu se uvádí jako univerzitní profesor ve Lvově.
Působil také coby poslanec Říšské rady (celostátního parlamentu Předlitavska), kam usedl v doplňovacích volbách do Říšské rady roku 1914, konaných podle všeobecného a rovného volebního práva. Byl zvolen za obvod Halič 29. Nastoupil 30. června 1914 místo poslance Wacława Zaleského. Vzhledem k dlouhému přerušení činnosti Říšské radě složil slib až 30. května 1917.
V roce 1914 se uvádí jako polský národní demokrat, kteří byli ideologicky napojeni na politický směr Endecja. Po volbách roku 1914 byl na Říšské radě členem poslaneckého Polského klubu.
Od roku 1916 pobýval ve Varšavě. Po konci války byl v letech 1918–1920 vedoucím odboru pro náboženství na ministerstvu pro náboženství a veřejnou osvětu, přičemž od 1. do 17. listopadu 1918 byl správcem tohoto ministerstva v prozatímní vládě Władysława Wróblewského. Od roku 1919 do roku 1922 byl poslancem polského ústavodárného Sejmu. Zastupoval poslanecký Klub Pracy Konstytucyjnej, později Narodowe Zjednoczenie Ludowe.
Od roku 1923 působil v Poznani, kde v letech 1923–1933 vedl katedru obecných dějin na tamní univerzitě. Účastnil se mezinárodních sjezdů historiků. V letech 1923–1939 předsedal poznaňské společnosti přátel vědy. Byl členem mnoha historických a katolických spolků. Po vypuknutí druhé světové války těžce onemocněl a byl umístěn do špitálu v klášteře v Poznani, kde zemřel. Jeho bohatou knihovnu vyrabovaly němečtí okupanti.